# Ustilago shiraiana
Ustilago shiraiana är en svampart som beskrevs av Henn. 1900. Ustilago shiraiana ingår i släktet Ustilago och familjen Ustilaginaceae.   Inga underarter finns listade i Catalogue of Life.